# Francesco Sansovino
Ne pas confondre avec Francesco de Tatti
Francesco Tatti da Sansovino, né à Rome en 1521 et mort à Venise en 1586, est un écrivain italien, homme de lettres polygraphe érudit connu aussi comme éditeur. Il est le fils de l'architecte vénitien Jacopo Sansovino.

## Biographie
Francesco Sansovino naquit à Rome en 1521, sous le pontificat de Léon X. Son père, qui, après le sac de cette ville, s'était transporté à Venise, l'envoya à Padoue pour y suivre les cours de droit. Mais le désir de briller à l'Académie des Enflammés, qui venait d'y être fondée, et dont le jeune Sansovino fut reçu membre, le détourna de toute occupation pour le jeter dans la littérature. Sur les instances ou plutôt les menaces de son père, Sansovino reprit avec ardeur les études légales, pour lesquelles il se montra quelque temps fort empressé. Il fut reçu docteur à Bologne, où son père l'avait envoyé afin de le détacher entièrement de l'Académie des Enflammés. Mais son amour pour les lettres, plus puissant en lui que l'autorité paternelle, l'attacha définitivement à la poésie et à l'histoire. En 1550, Sansovino fit un voyage à Rome, espérant que son parrain, qui venait d'y être proclamé pape sous le nom de Jules III, le comblerait de faveurs et de richesses. Déçu dans son attente, et n'ayant obtenu que le vain titre de Cameriere pontificio sans appointements, il revint à Venise, où il épousa une jeune personne, malgré Luca Gaurico, qui, en tirant son horoscope, lui avait prédit qu'il embrasserait l'état ecclésiastique. Sansovino fut longtemps prote chez Gabriel Giolito et se mit ensuite à la tête d'une imprimerie qui portait son nom, et dont l'emblème était un croissant avec la devise in dies. C'est au milieu de ces travaux qu'il fut surpris par la mort, le 28 septembre 1586, et non pas en 1583, comme l'a dit Apostolo Zeno dans ses notes sur la Bibliothèque de Fontanini.

## Publications

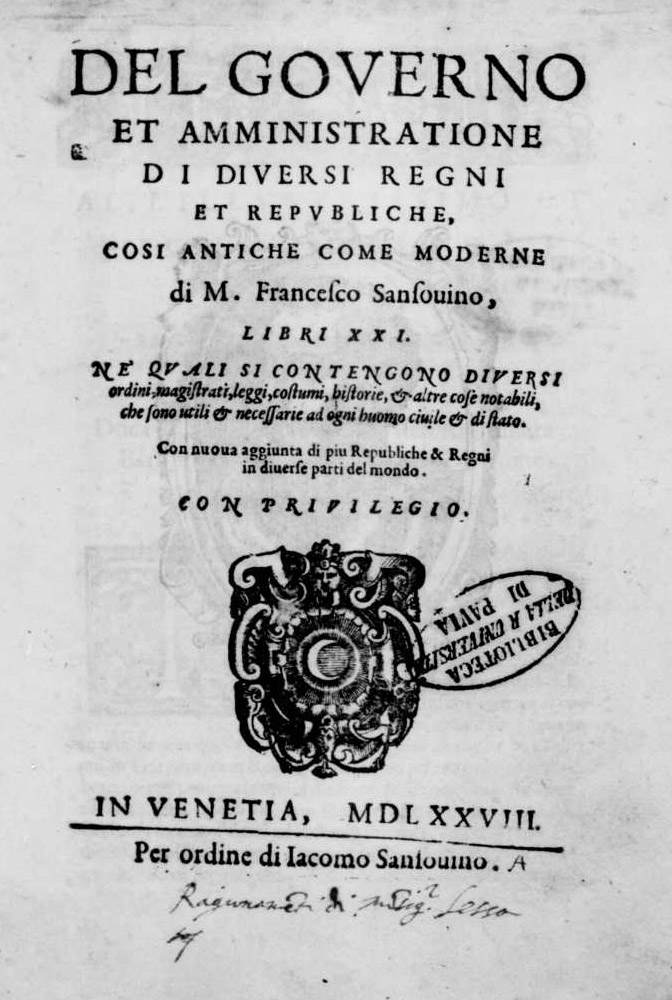
Del governo dei regni e delle repubbliche così antiche come moderne, 1578

Sansovino a laissé beaucoup d'ouvrages ; et c'est peut-être leur nombre même qui ne lui a pas permis d'y apporter plus de soin et d'exactitude. Non content de ses productions originaies, il a donné plusieurs traductions du grec et du latin ; des recueils de lettres, de poésies, de harangues, et des éditions de quelques auteurs italiens, qu'il a enrichies de notes et d'observations. Ses principaux ouvrages sont :
- Del governo e amministrazione di diversi regni e republiche, Venise, 1561 (lire en ligne) ; traduit en français (par F.-N.-D. Const.), 1611, in-8°. L'ouvrage, en vingt-quatre livres, décrit sans aucun ordre les constitutions ou formes de gouvernement d'autant d'Etats, anciens ou modernes, compris celui d’Utopie, qui occupe le vingt-deuxième livre.
- Cento novelle scelte, etc., ibid., 1561, in-8° ; édition préférable à toutes les autres, quoique le nombre des Nouvelles y ait été postérieurement augmenté du double
- Della materia medicinale, Venise, Giovanni Andrea Valvassori, 1562 (lire en ligne).
- Ortografia delle voci della lingua nostra, ovvero dizionario volgare e latino, Venise, 1568 (lire en ligne). Sansovino avait composé cet ouvrage pour l'instruction de son fils, auquel il en promettait un autre sous le titre de Tesoro della lingua volgare, qui n'a jamais paru.
- Historia universale dell' origine et imperio de’ Turchi, Venise, 1568 (lire en ligne).
- Del secretario, Venise, 1568, in-8°. Cet ouvrage fut réimprimé au moins huit fois du vivant de l'auteur, qui, dans une lettre placée à la fin du volume, donne des renseignements sur sa vie et ses écrits.
- Concetti politici, Venise, Giovanni Antonio Bertano, 1578 (lire en ligne).
- Le antichità di Beroso Caldeo Sacerdote et d'altri scrittori, così Hebrei, come Greci et Latini, che trattano delle stesse materie (1583).
- Venetia citta nobilissima et singolare, Descritta in XIIII. Libri, Venise, 1604, in-4°. Cet ouvrage a été augmenté par Giovanni Stringa e Giovanni Martignoni.
- Della origine et de' fatti delle famiglie illustri d'Italia, Venise, Altobello Salicato, 1582 (lire en ligne).

Sansovino a traduit les Institutes de Justinien, le traité De l'âme d'Aristote, celui d'Agriculture de Pietro de' Crescenzi, l’Histoire de Nicétas, la Vie de Jésus-Christ de Ludolphe de Saxe.

## Sources
- (en) Cet article est partiellement ou en totalité issu de l’article de Wikipédia en anglais intitulé « Francesco Sansovino » (voir la liste des auteurs).
- Maria Cristina Panzera, « Francesco Sansovino lecteur d’Erasme : le De conscribendis epistolis dans la formation du bon secrétaire », Bibliothèque d'Humanisme et Renaissance, vol. 74, no 1,‎ 2012, p. 83-101 (JSTOR 23264111).